# Virale verschuiving
Virale verschuiving, reassortment of Viraal Subtype Reassortment, is de uitwisseling van desoxyribonucleïnezuur (DNA) of ribonucleïnezuur (RNA) tussen virussen binnen een gastcel. Reassortment is een vorm van genetische recombinatie.

## Werking
Twee of meer virussen van verschillende strengen (maar vaak wel dezelfde soort) infecteren één enkele cel en wisselen hun genetische materiaal uit. Op die manier ontstaan er onnoemelijk veel genetisch verschillende nieuwe afstammende virussen. Dit kan leiden tot een virale verschuiving, waardoor een nieuw virus ontstaat dat onder bepaalde omstandigheden een epidemie of pandemie kan veroorzaken omdat mensen geen resistentie tegen dit nieuwe virus opgebouwd kunnen hebben.